# Biblioteca Metropolitana S. Teresa dei Maschi de Gemmis
La Biblioteca de Gemmis è stata fondata nel 1960 con la donazione delle raccolte librarie ed archivistiche del Barone ing. Gennaro de Gemmis alla Provincia di Bari.
Inizialmente collocata alla Corte del Catapano, poi in altri locali del quartiere murattiano, la Biblioteca ha sede definitiva dal 2003 nel Convento di Santa Teresa dei Maschi, recentemente restaurato.

## Storia della Biblioteca
Il Barone Gennaro de Gemmis si adoperò infaticabilmente per la formazione del primo nucleo di un Archivio Storico della Puglia. I suoi viaggi in tutta Europa, in particolare a Lipsia, Oxford, Brema, ma anche negli Stati Uniti, lo portarono ad una cospicua raccolta, la più ricca di tutta la Puglia, disposta inizialmente a Palazzo de Gemmis in Piazza Garibaldi a Bari, quindi nella sua residenza di campagna, Villa di San Giuliano a Terlizzi, dove egli la rese fruibile al pubblico.

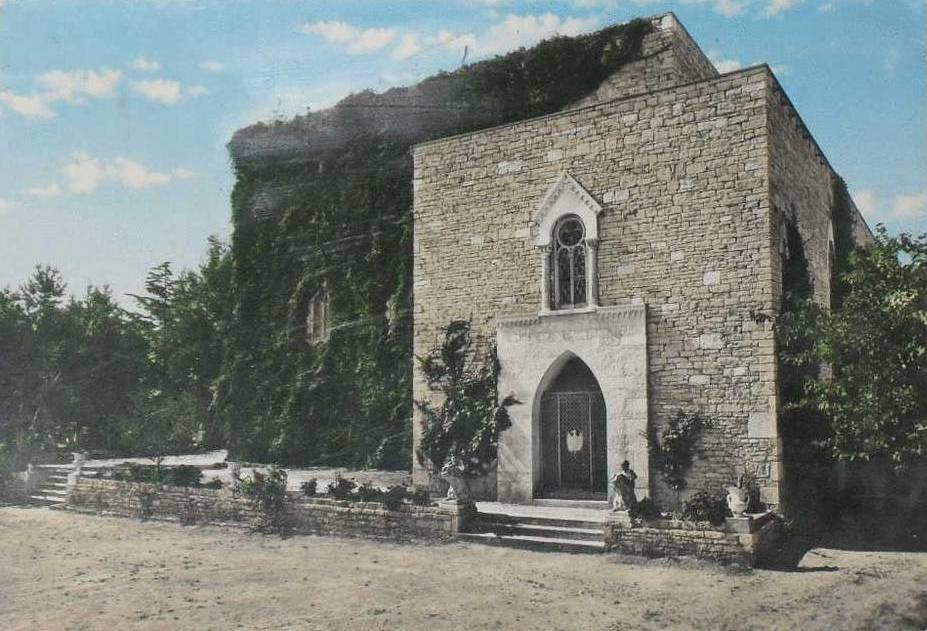
Villa de Gemmis in una foto degli anni '60

La collezione, costituita da oltre 70000 tra volumi ed opuscoli, fu definita “monumento nazionale” e a lungo propagandata da Gennaro de Gemmis con iniziative culturali e convegni.
Il de Gemmis, acquisiti incarichi importanti in prestigiose istituzioni storiche, riuscì, dopo diverse controversie a donare il suo patrimonio bibliografico e manoscritto il 18 febbraio 1957.
Il 15 maggio 1960 la Biblioteca Provinciale "Gennaro De Gemmis" fu inaugurata, guidata dallo stesso barone che si spense il 23 marzo 1963.

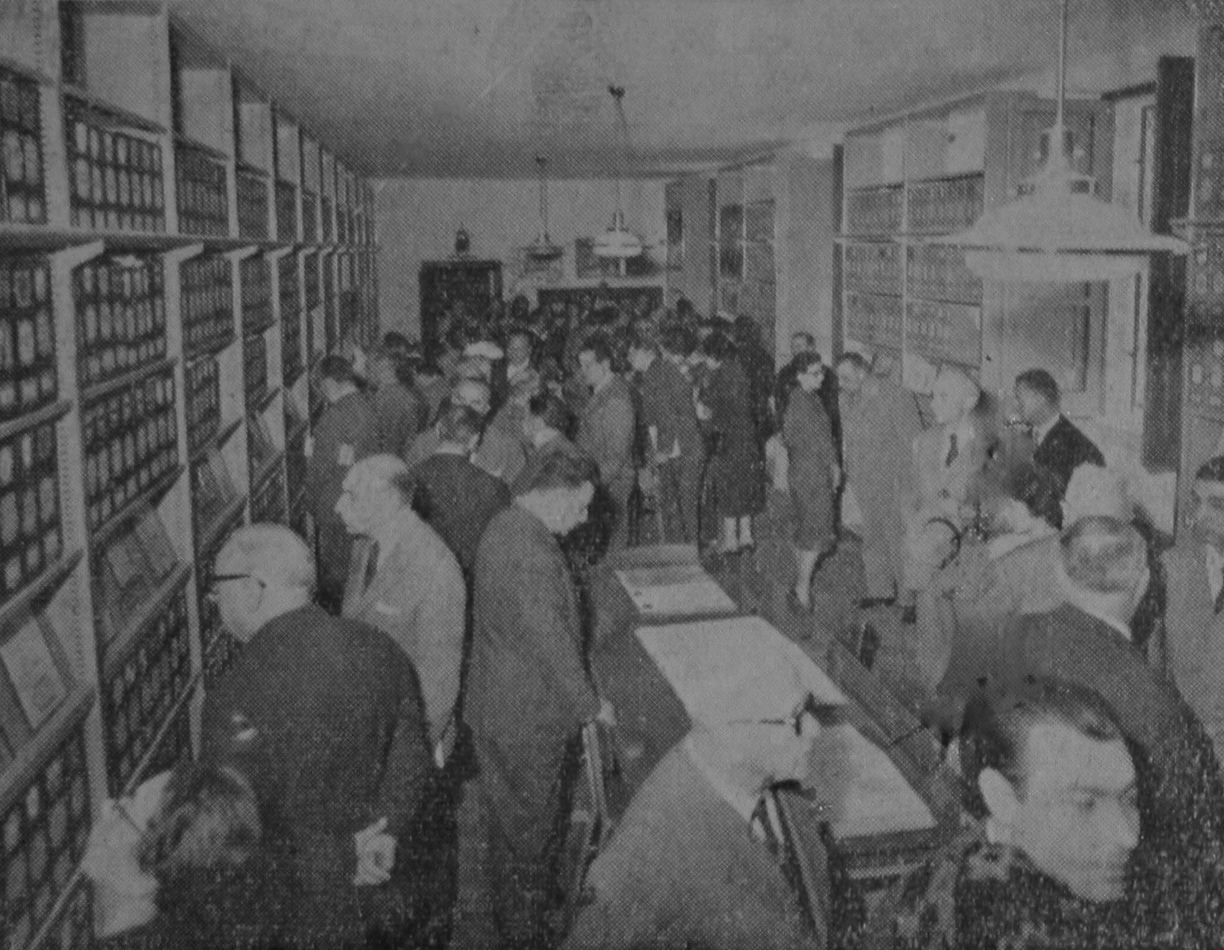
Inaugurazione della Biblioteca de Gemmis

Negli anni seguenti l'immensa raccolta libraria è stata arricchita da altri fondi archivistici donati o acquistati dalla stessa Amministrazione Provinciale (F.S.Vista, G.B. Beltrani, V. Rogadeo, A. Lucarelli, S. La Sorsa, G. Colella, F.S. Colavecchio, T. Fiore, E. Laricchiuta, F. Casavola, P. Delfino Pesce).